# 콘스탄티노스 차초스
콘스탄티노스 차초스(Κωνσταντίνος Τσάτσος, 1899년 7월 1일 ~ 1987년 10월 8일)는 그리스의 제2대 대통령이었다.
| 전임 미하일 스타시노풀로스 | 제2대 그리스의 대통령 1975년 6월 20일 ~ 1980년 5월 15일 | 후임 콘스탄티노스 카라만리스 |

| 전임 미하일 스타시노풀로스 | 그리스의 국가 원수 1975년 6월 20일 ~ 1980년 5월 15일 | 후임 콘스탄티노스 카라만리스 |